# Сайфуллин, Вазих Кашапович
Вазих Кашафович (Кашапович, Кашафутдинович) Сайфуллин (баш. Вәҙих Кәшаф улы Сәйфуллин, 6 января 1929 — 2 ноября 2002) — советский и российский актёр, режиссёр, драматург. Заслуженный деятель искусств Башкирской АССР и Заслуженный деятель искусств Российской Федерации (1995). Главный режиссёр Салаватского Башкирского драматического театра. (1963—1968). Директор и главный режиссёр Башкирского академического театра драмы имени М. Гафури (1968—1971, 1978—1990).

## Биография
Сайфуллин Вазих Кашафович родился 6 января 1929 года в деревне Аминево Сафаровской волости Уфимского кантона БАССР (Чишминский район).
После окончания Башкирского театрально-художественного техникума по распределению зачислен в Аургазинский колхозно- совхозный театр (с 1956 года — Салаватский государственный башкирский драматический театр).
В этот период играл во многих спектаклях. Например в спектаклях: «Сакмар» С.Мифтахова, «Гульбадар» З.Биишевой, «Свадьба с приданым» Н.Дьяконова, «Васса Железнова» М. Горького, «Галиябану» М. Файзи.
В 1959 году поступает в Ленинградский государственный институт театра, музыки и кинематографии (ЛГИТМиК), окончив в 1964 году режиссёрский факультет по классу Г. А. Товстоногова. Со времени учёбы пишет пьесы, ставит спектакли в Сибайском и Салаватском театрах. Будучи ещё студентом назначен главным режиссёром Салаватского театра.
Именно в это период были осуществлёны лучшие постановки театра: «Обжалованию не подлежит» Т. Абдумомонова, «Чудак» Н.Хикмета, «Эзоп» Г.Фигейредо, «Смелые девушки» Т.Гиззата, «Иргиз» Х.Давлетшиной.
В 1968 году Вазиха Сайфуллина переводят в Башкирский академический театр драмы имени М.Гафури. В Уфе ставит спектакли: «Зимагоры» С.Мифтахова, «Дети мои» А. Атнабаева, «Вечер» А.Дударева, «Сны бывают недолгими» И.Абдуллина.

## Личная жизнь

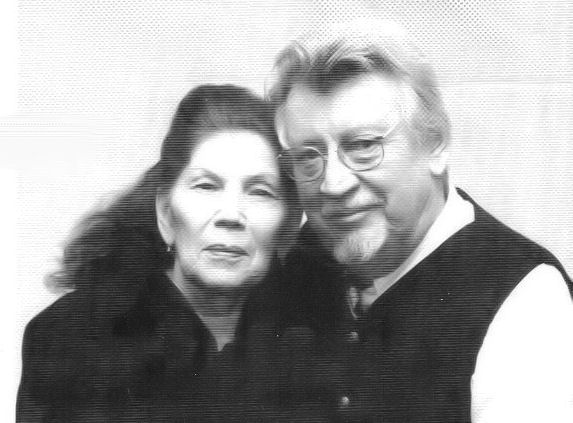
Вазих и Райса Сайфуллины, 1999 год

Жена Райса Гарифовна Сайфуллина, народная артистка Республики Башкортостан.

## Творчество

### Роли в театре

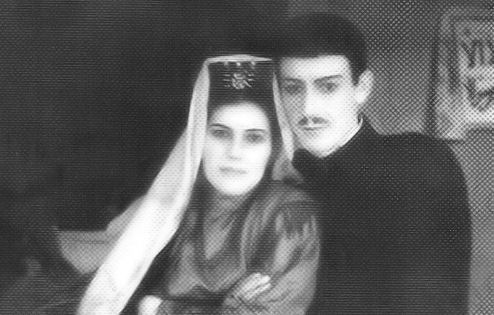
Сцена из спектакля «Зятёк», Вазих и Райса Сайфуллины.

Исполнил роли Исмагила («Галиябану» М. Файзи), Сыщика («Башмачки» Х. Ибрагимова), Ниязгола («Иргиз» Х. Давлетшиной), Белогубова («Доходное место» А. Н. Островского), Барклей («Дальше — тишина» В. Дельмара).

### Режиссёрские работы в театре
Как режиссёр, Сайфуллин Вазих Кашапович поставил В Салаватском театре следующие пьесы: «Чудак» по драме Н. Хикмета, «Бай и батрак» Х. Хамзы, «Эзоп, или Лиса и виноград» Г. Фигейро, «Перед смертью» Ш. Рахматуллина. В БАДТ — «Миляуша, Горькая рябина» Н. Асанбаева, «Живой труп» Л. Н. Толстого, «Каждый ищет любви» Д.Нормет и др.

## Звания и награды
- Заслуженный деятель искусств Башкирской АССР
- Заслуженный деятель искусств Российской Федерации (29 декабря 1994) — за заслуги в области театрального искусства
- Почётный гражданин города Уфы

## Отзывы
В период режиссёрства Сафуллина прошли первые гастроли Салаватского театра за пределами Башкортостана, в Казани. Главный режиссёр Татарского государственного академического театра драмы М.Салимжанов дал высокую оценку Салаватскому театру:
...театр показал нам, как играть, как преодолевать трудности творческих исканий, его афише мог бы позавидовать любой столичный театр.